# Paola Penni
Paola Penni (n. 7 octombrie 1942, Bologna, Italia) este o actriță, cântăreață și moderatoare de televiziune italiană.